# Florence (Mississippi)
Florence város az Amerikai Egyesült Államok Mississippi államában, Rankin megyében. Lakosainak száma 4572 fő (2020. április 1.).

## Népesség
A település népességének változása:

| 2010 | 4 141 |
| 2020 | 4 572 |

## Oktatás
Florence város állami iskolái a Rankin megyei iskolakörzethez tartoznak. Ide tartozik a Florence-i Gimnázium is.

## Híres emberek
- Paul McCoy énekes
- Tate Reeves politikus